# مطبخ سعودي
يتنوّع مطبخ المملكة العربية السعودية بتنوّع تضاريسها ومناطقها، وقد أدى التنوع البيئي والجغرافي والثقافي في هذه المساحة الشاسعة إلى تنوّع الأطعمة، حيث تضمْ السعودية أقاليم مختلفة نتجَ عنها المطبخ النجدي "مطبخ المنطقة الوسطى"، والمطبخ الأحسائي، والمطبخ والجنوبي، ومطبخ المنطقة الغربية، كما ساهم موقع السعودية كطريق تجارة عالمي إلى ورود مختلف أنواع البهارات إليها، ولأن بها قبلة المسلمين مكة المكرمة والمدينة المنورة التي يزورها ملايين البشر سنوياً، جعلها حاضنة للثقافات بأنواعها التي قدمَت وجلبت معها بعض من ثقافتها التي اختلطت بالسكان المحليين.

تأثر الطهي في السعودية بالثقافة الإسلامية، كما ارتبط التمر بسنة الفطر بعد الصوم في شهر رمضان وغيره، وتأتي معظم مكونات الأطعمة من البيئة المحلية كالقمح والتمر والسمن واللحم والأسماك والخضار، إذ اُبتكر من خلالها عشرات الأصناف اللذيذة التي ارتبطت بعادات وتقاليد السعوديين حيث تتناول في مواسم الأعياد والحج والمناسبات الخاصة وحفلات الزفاف وقدوم المولود، وتقدم للضيوف تعبيراً عن الكرم وحُسن الضيافة المعروفة لدى سكان شبه الجزيرة العربية، وما زالت بعض هذه التقاليد ساريةً حتى اليوم.
يُحظر على المسلمين في المملكة العربية السعودية تناول لحم الخنزير، وفقًا للشريعة الإسلامية.

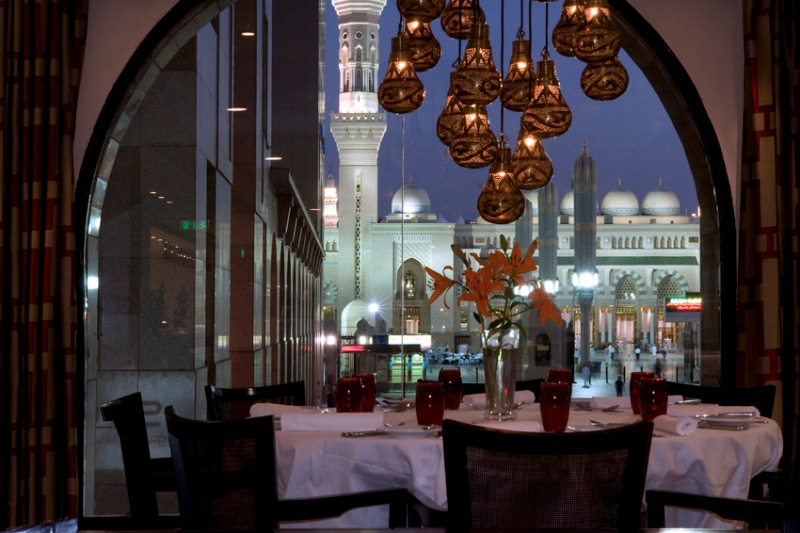
مطعم سعودي بالقرب من المسجد النبوي

## قائمة المأكولات
| الأكلة                | الصورة      | الوصف |
| --------------------- | ----------- | --- |
| المفطح                |             | هو اسم لطريقة تقديم ذبيحة الخروف على الأرز، إذ يتم تقطيع أطراف الذبيحة (اليدين والأرجل) ويبقى ظهر وليّة الخروف. حيث تعد هذه الطريقة رمز الكرم والضيافة وأحد الأساليب الرئيسية التي تقدّم بها الولائم في المناسبات والاحتفالات الكبرى. |
| الكبسة                |             | وهي أشهر المأكولات السعودية وتكون غالبا في معظم مناطق المملكة وتتكون من الأرز والدجاج أو اللحم كلحم الغنم، الإبل أو البقر. وتصنع الكبسة من الأرز واللحم والخضروات والتوابل والبهارات، ويمكن أن نقول أن بهارات الكبسة هي المكون الرئيسي بها. البهارات والتوابل هي ما يعطي طعمها المميز اللذيذ. ومن ضمن خلطة البهارات التي يتم إضافتها إلى الكبسة الفلفل الأسود والحبهان والزعفران والقرفة والقرنفل والليمون المجفف وورق الغار، مع صلصة الطهي (الكشنة) المكونة من البصل المحمّر والطماطم. |
| المطازيز              |             | من أشهر أطباق نجد ولا سيما القصيم، وهو طبق رئيسي دسم، اُحتير في أصل التسمية فهو غير وارد في المعاجم العربية، ويعتقد أن هذه الكلمة قد تكون مزيجاً من كلمتين هما الفعل مط، أو مد من العجين التي تتقلص عند طهيها باللحم والخضار، في المقابل يعتقد البعض أن أصل الكلمة هو مطاقيق نظراً إلى أن العجين يصدر صوت طقطقة عند عجنه مع افتراض أن حرف القاف اُستبدل مع الوقت بحرف الزاء. يحظى الطبق بشعبية واسعة في مختلف أنحاء السعودية ويُسمى في بعض المناطق: "مراصيع" أو "القريصات" أو "المصابيع" أو "الدهاليس"، وهو من الأطعمة التي تمنح الدفء لذا يكثُر تناولها في فصل الشتاء، وهو طبق محبذ في رمضان. تُصنع عجينة المطازيز من القمح الكامل المحلي الذي ينتج في القصيم، ثم يقطع إلى دوائر صغيرة سميكة نسبياً تدعى مثايل، ثم تلقى في مرقة اللحم والخضار المطيبة ولابد أن تكون كمية الماء قليلة من أجل الحصول على قوام سميك. |
| المنسف                |             | هو عبارة عن قطع من لحم الخروف موضوعة داخل مرق من اللبن والبقل وتأكل بالخبر أو مع الرز. |
| المليحية              |             | طبق شعبي مشهور في منطقة الحدود الشمالية يتكون من اللحم والأرز ومريس الأقط «البقل» اللبن الرائب مع السمن البري ويوضع فوقه البقدونس والمرق. |
| الجريش                |             | أكلة شعبية سعودية تشتهر بها منطقة نجد، مكونة من القمح المجروش ولذلك سُميت بالجريش، تُطهى مع اللبن والدجاج أو اللحم وتقدّم مع كشنة البصل المقلي، كما اُختير كطبق وطني بداية عام 2023م. |
| القرصان               |             | أقراص من الخبز الرقيق مغموسة بمرق اللحم والخضار. |
| المرقوق               |             | يُحضَّر من الطحين البر(القمح) ويضاف له الملح والماء ويعجن ويترك إلى أن يُطبخ اللحم إلى مرحلة نصف استواء ثم تضاف إليه الخضراوات بعدها تُفرد العجينة في نفس القدر على المرق إلى أن تكون رقيقة جدًا. |
| الكليجا               |             | هي الحلوى المشهورة في القصيم تتكون من دقيق القمح والسكر والعسل وبعض التوابل. |
| الحنيني               |             | يتكون من التمر المهروس مع الخبز المصنوع من دقيق القمح. |
| المراصيع              |             | عبارة عن رقائق الخبز وقد تكون بالعسل أو البصل. |
| كبيبة حائل            |             | تتكون من ورق العنب محشو باللحم والأرز. |
| الصبة                 |             | عبارة عن شطيرة عنصرها الأساسي الفلافل حيث يضاف إليها البطاطس المقلية وعدد من الخضار المتنوعة. |
| فريك                  |             | هو طبق شتوي مشهور في القصيم وباقي مناطق المنطقة الوسطى يتكون من دقيق أسمر وخميرة وتخبز ثم تفتت ويضاف لها السكر والهيل. |
| الخميعة               |             | عبارة عن خبز صاج يقطع إلى قطع صغيرة ويضاف عليها السمن البري والحليب أو السكر، وهي أكلة تشتهر في بادية الشمال خصوصاً. |
| شعثة                  |             | عبارة عن مزيج بين التمر والإقط والسمن، تشتهر بين أهل العارض وسدير وقد يختلف تشكيلها بينهم لكن المكونات ذاتها. |
| المقشوش               |             | يشتهر المقشوش في منطقة حائل وبعض مناطق شمال السعودية، ويؤكل في موسم الشتاء خاصة، يُصنع المقشوش من دقيق البر، والدقيق الأبيض، والبيض، والخميرة، واللبن. ويضاف إليه العسل أو السمن بعد التحضير، وقد اختير المقشوش كطبق الحلوى الوطنية السعودية عام 2023. |
| مهياوة                |             | كيلو سمك متوت (سمك صغير) جاف ويفضل أن يجفف بالشمس، ربع كيلو كزبرة حب (يشوح بالمقلاة إلى أن يصبح لونه يميل إلى البني قليلاً)، ربع كيلو حبة حلوة (يانسون)، ربع كيلو خندل (خردل)، 3 لتر ماء، و2 كوب ملح خشن وكوب خل أبيض، كوب واحد كمون مطحون، ونصف كوب عصير الليمون |
| الربيان               |             | يطبخ مع صلصة الطماطم ثم يوضع مع الأرز ويكون الوجبة الرئيسية. |
| هريس                  |             | يحضّر من اللحم، القمح، السمن، الفلفل الأسود، القرفة والملح |
| الكنعد                |             | نوع من أنواع الأسماك يقطع إلى شرائح ثم يقلى بالزيت ويقدم مع السلطة. |
| مجبوس السمك أو الدجاج |             | أرز يعمل على الطريقة الشرقية مع السمك أو الدجاج، ومن الأكلات الشعبية في المنطقة الشرقية والمنطقة الوسطى، وهو مكون من الأرز والتوابل إضافة إلى الدجاج أو اللحم أو السمك أو الروبيان. |
| السليق                |             | هو طبق أرز أبيض مطبوخ مع مرق (دجاج أو لحم) يُضاف له الحليب، وهو أحد أطباق المنطقة الغربية. |
| الصيادية              |             | طبق من الأرز والسمك. |
| الفرموزة              |             | أقراص من الخبز محشوة باللحم وتخبز في الفرن. |
| القوزي                |             | طبق من الأرز والمعكرونة والبرغل معا ويوضع فوقه خروف مشوي وهو الطبق الرئيسي في المناسبات والاحتفالات الكبيرة. |
| المنتو واليغمش        |             | عبارة عن لحم مفروم يخلط مع البصل والكراث ويلف بعجين ثم يخبز ويقدم بالعادة على الإفطار. |
| الدبيازة              |             | طبق يعود أصله إلى مكة المكرمة، ويُسمى "خشاف أو كمبوت المكسرات أو التمر والمشمش" وهو من الأطباق التي لا تغيب مطلقاً عن عيد الفطر احتفالاً بنهاية شهر رمضان، يتّسم هذا الطبق بقوام كثيف كالمربى ممّا يُساعد على إطالة مدى صلاحيته حتى 6 أشهر. يُصنع من قمر الدين والهيل والقرنفل والقرفة والتمر المجفف والسكر ويترك نصف ساعة حتى يثقل ثم تضاف إليه المكسرات المقلية، يُقدم بارد أو ساخن في أوعية مزخرفة تدعى "التوتوه" خلال أيام العيد الأولى، يستمتع البعض بتغميس الخبز أو "الشريك" في الدبيازة. |
| أرز بخاري             |             | من أشهر الأكلات الشعبية في السعودية ويأتي بدرجة مساوية للكبسة من حيث انتشاره، وهو من الأكلات التي قدمت مع الوافدين من مسلمين بخارى (التركستانيين) فبعد أن جلبوها معهم انتشرت في المجتمع السعودي. يُحضَّر بتقطيع اللحم إلى أحجام متوسطة الحجم، ثم تحمر قليلاً في سمن ويكون قد وضع فيه الحمص والبصل المفروم بشكل ناعم ويسمى "كشنة"، كما يضاف إليه عصير الطماطم والبهار الأسود والكمون، إذا اقترب اللحم من النضج يُضاف إليه الجرز المقطع لشرائح رفيعة، ثم يضاف الأرز ويُترك حتى يمتص الماء وينضج. |
| مطبق                  |             | يُعد من الأكلات الشائعة، وهو فطيرة محشوة باللحم المفروم والكراث والبيض، تطبق الخلطة على عجينة مفرودة وتقلى على صاج واسع من الحديد هذا في حال كان مالحاً، أما إذا كان حلواً فتكون الحشوة بالموز والسكر أو الجبن الحلو، أو القشدة. وتُخبز كما هو في المالح. |
| ثريد                  | Tharid..JPG | أكلة يعود تاريخها إلى فترة العرب قبل الإسلام، ويطلق عليها المشربية، ويقال أنها من الأكلات المفضلة للرسول محمد صلى الله عليه وسلم، وهي مشهورة في مصر بالفتّة، وتُسمى في منطقة الخليج العربي بالثريد أو التشريب أو الصالونة وفي تونس وغرب ليبيا يطلق عليها اسم فتات وفي شرق ليبيا يطلق عليها اسم مثرودة وتٌعرف في المغرب تحت مسمى الرفيسة أو ثريد وشخشوخة حسب المناطق والمكونات وفي الجزائر باسم الشخشوخة، مكونة بصورة أساسية من قطع صغيرة من اللحم، وتعتمد على تقطيع (ثرد) الخضروات أو الخبز (أو كلاهما) إلى قطع صغيرة الحجم في صحن عميق وغمسها بمرقة «اللحم». |
| التلبينة              |             | حساء من دقيق الشعير (عصيدة) بنخالته يضاف لهما كوب من الماء وتطهى على نار هادئة لمدة 5 دقائق ثم يضاف كوب من اللبن (حليب) وملعقة عسل, ويتم تزيينها بالقرفة أو لوز مبشور |
| العريكة               |             | أشهر مأكولات المنطقة الجنوبية تتكون من خبز البر والذي يعرك باليدين ويوضع في إناء ثم يجوّف في منتصفه ليصب فوقه السمن والعسل والتمر. |
| خبز الميفا            |             | عجينة بحجم كرة صغيرة وتفرد أطرافها باليد حتى تأخذ الشكل المستطيل، ومن ثم تلصق في أطراف التنور أو الميفا أو الموسم باختلاف المسميات عند أبناء المنطقة الجنوبية، الذي يصنع عادة من الفخار ويسخن بالحطب، ثم تغطى فوهة الفرن ويترك الخبز حتى ينضج، وبعد نزعه ونضجه يقدم مع السمن والعسل، والبعض يفضله مع اللبن. |
| مرضوضة                |             | تصنع من البُر الخالص، ويوضع في منتصفها حفرة يصب فيها من سمن البقر أو الغنم البلدي، وبعد ذلك يُسخن حجر أملس حتى يحمر ثم يوضع في الطحين ومباشرة يوضع على السمن |
| الحنيذ                |             | عبارة عن لحم ماعز يدفن بحفرة داخل الأرض ويوضع فوقه المَرخ والسلع (نباتات محلية تمنح اللحم طعماً مميزاً) ثم يُغطى بقطعة قماش فوقها الرمل ويوضع الجمر، ويستمر قرابة أربع ساعات حتى ينضج، ويقدم مع الخبز والأرز والعسل. |
| المندي                |             | يُعد المندي بنفس طريقة الحنيذ إلا أن الاختلاف هو وجود الأرز الذي يُطهى من عصارة اللحم الذي يندي على الأرز أسفلها ومن هنا جاءت تسميته بالمندي. |
| المثلوثة              |             | تتكون المثلوثة من طبقة من الجريش (القمح) الذي يُطبخ مع مرقة اللحم والبهارات، ثم يوضع فوقها الأرز، ويعلوها القرصان (خبز الرقاق) ثم توضع طبقة أخرى من الأرز ويوضع فوقها اللحم. |
| الرقش                 |             | عجينة مصنوعة من دقيق البُر والملح، تُحشى باللحم المفروم مع التوابل الخاصة والطماطم وتُخبز على الصاج، وبعدها تُخبز بعضها فوق بعض في إناء يُسمى (المدهن). |
| أرز ممرق              |             | عبارة عن أرز يُطبخ مع مرق اللحم ويقدم في المناسبات الكبيرة. |
| دغابيس                |             | عبارة عن أكلة من العجين يوضع على المرق حتى ينضج ومما تتميز به الدغابيس بأنها وجبة دسمة ويعتبرها البعض ثقيلة على المعدة مع أن مكوناتها صحية جداً. |
| العصيدة               |             | تتكون من دقيق القمح المصبوخ بالماء والقليل من الملح ثم يقدم مع المرق واللحم والبن والسمن في بعض الأحيان، ولها أنواع تحتلف باختلاف مناطق صانعيها. |
| المعصوب (المرسة)      |             | خبز مفتت يخلط مع الموز ويضاف عليه السمن أو العسل أو كليهما، وفي بعض المناطق تضاف إليه القشطة. |
| حميس (محشوش)          |             | عبارة عن لحم وشحم غالباً لحم الخروف مقطعة قطعاً صغيرة تحمس على النار وتضاف عليها التوابل ومن ثم تقدم ساخنة مع الخبز، وهذه الأكلة عادة ما تكون في فترة أيام عيد الأضحى. |
| قراص                  |             | من الأكلات التي تشتهر بها منطقة الباحة وهي عبارة عن عجينة من دقيق البُر تقطع بحجم قبضة اليد أو أكبر وتشكل على أشكال دائرية، ثم توضع في قدر مملوء بالماء المغلي مع الصقلة (وهي عشبة تشبة الملوخية). |
| خمير                  |             | عبارة عن عجينة مطحونة من حب الذرة تخبز في التنور أو الفرن وتقدم نيابة عن الخبز. |
| الوفد                 |             | تتكون من البر(القمح) الذي يوضع في وعاء خاص بعد خبزه ثم يضغط بواسطة اليد حتى يصبح كالكرة، ثم يوضع في آنية من الخوص تسمى (مطرح) ويقدم إلى جانب (المرق)، وتسمى الأكلة وفد ومرق. |
| شكشوكة                |             | توضع الخضروات المتنوعة في وعاء ثم تسخن حتى تذبل وتنضج جيداً. بعد ذلك يضاف الزيت لتقلية المحتويات في قدر أو في مقلاة حسب الكمية، ثم يضاف البيض. |
| كبسة الأرز الحساوي    |             | يتميز الأرز الحساوي بحبوبه الحمراء القصيرة ويُسمى "العيش الأحمر"، حيث يطحن الأرز تقليدياً في مهراس ويطهى بإناء نُحاسي كان بمثابة وعاء طهي بضغط البخار في عملية تعرف بـ “أم الكعك"، أما اليوم فيطبخ في قدر الضغط العادي، وتتشابه الكبسة الحساوية مع الكبسة التقليدية ما عدا في طريقة تحضير الأرز. |
| المضروبة              |             | طبق آخر مصنوع من الأرز الحساوي، تعود تسميته بسبب طريقة صنعه حيث كان يضرب بواسطة مطرقة خشبية لتحويله إلى ما يشبه العصيدة في قوامه. وقد يضاف إلى بقايا الأرز الحليب الرائب أو اللبن ويتناول كوجبة فطور، كما يُطهى خلال فصل الشتاء مع البقوليات والحلبة والثوم. |
| عيش الجزر             |             | هذه الوصفة موسمية ولا تحضر إلا في منتصف الشتاء بالأحساء، حين تمتلئ الأسواق المحلية بالجزر الأحمر الذي يشبه في شكله الفجل وكلما ازدادت حمرته ارتفع سعره، ويُحضر مع الربيان المجفف ويقدم مع البيض المسلوق. |
| المعدوس               |             | طبق شتوي يقدم في مكة المكرمة والمدينة المنورة حيث يحضر قديماً بمياه الأمطار وتستمتع الأسربتناوله احتفالاً بهطول المطر، ويعرف بوجبة الغيم والمطر، كما يُطهى العدس المصفى مع الأرز المصفى والتوابل ومرقة الدجاج أو الخضار ويقلّب على النار حتى تجف المرقة وتنضج المكونات، ويقدم عادة مع سلطة خضروات متنوعة من البصل والحلبة وصلصة التمر الهندي، بحيث تتوازن النكهات مع مذاق المعدوس ويترافق معه مخلل الليمون والفجل، وبنفس طريقة المعدوس مع الأطباق الجانبية، يقدم مع السمك المجفف الذي يشوى على نار قوية حتى الاستواء ويعود أصل الطبق إلى مدينة ينبع الواقعة على ساحل البحر الأحمر. |
| المغازلية             |             | يشتق اسم طبق المغازلية من كلمة "غزل"، ويعود أصله لمدينة الطائف، كما يُعد في مكة المكرمة، ولكن دون اللحم ومع الطماطم والبصل المتبل والمكرمل، يترافق هذا الطبق دائماً مع سلطة اللبن والخيار. ويُحضر بسلق الماش في قدر حتى ينضج، ويُطهى اللحم في قدر آخر حتى يغلي وتزال الرغوة ويُضاف الملح وورق الغار ثم بعد الاستواء يُوضع جانباً، ويوضع الأرز في قدر صغير على نار متوسطة مع مرقة اللحم؛ يخلط اللبن مع طحين الذرة ونصف كمية التوابل، يشوح بصل مع زيت نباتي أو سمنة ويضاف له الثوم والتوابل واللحم ويوضع الماش فوقها، يضاف لها بعد ذلك مزيج اللبن والدقيق، يوضع بعدها الأرز ثم ترش مياه الزعفران ويقدم ساخناً مع البيض المسلوق واللوز المحمص. |
| الشعيرية              |             | طبق حلويات من أشهر الوصفات في مكة المكرمة وتشتق كلمة شعيرية من كلمة شِعر، نظراً إلى التشابه بين خيوط الشعيرية والشعر في الرقة، كانت ربات المنازل في منطقة مكة المكرمة يمضين ساعات طويلة في مد عجينة الشعيرية وتقطيعها إلى خيوط رقيقة وطويلة توضع في طاوة مع السمن، حتى يصبح لونها بني أشقر ثم يسكب فوقها الماء الساخن وتحرك حتى ينشف الماء، ثم يعد مزيج الحليب مع الزعفران والهيل ويضاف له السكر واللوز ثم يسكب فوق الشعيرية. تترك على النار حتى تمتص كل الحليب وتقدم ساخنة. |
| اللبنية               |             | طبق تحلية تقليدي شائع في مكة المكرمة والمدينة المنورة وجدة والطائف يقدم في المناسبات والأعراس والأعياد، وهي جزء من التعتيمة (وجبة خفيفة تؤكل وسط النهار كوجبة سريعة التحضير تحوي الأجبان والمربى والزيتون والخبز)، يمتاز بطعم الهيل وماء الورد ويشتق اسمه من كلمة لبن، نظراً إلى أن الحليب مكونها الرئيسي. يمكن إعداده بوضع السكر في قدر مع الماء والهيل وماء الورد إلى أن يصل إلى قوام القُطر، ثم يرفع من على النار وتضاف له الزبدة والحليب المجفف حتى يصل إلى قوام العجين ثم يترك حتى يبرد ويشكل على شكل كرات صغيرة، تزين بالفستق وبتلات الورد ويقدم إلى جانب القهوة. |
| اللحوح الحلو          |             | اللحوح يشبه البان كيك لكنه بسماكة أرق، يصنع من طحين القمح أو الذرة أو مزيج من الاثنين وهو شائع في منطقتيّ مكة المكرمة والمدينة المنورة، مشتق من الفعل لحح أي التصق، بسبب التصاق العجينة بالصاج أو الصينية، أو كلمة لحاء أي القشر كثير الثقوب. يمكن تحليته بإضافة السكر أو العسل أو تطييبه بالهيل، كما يمكن أن يؤكل غير محلى بتغميسه بالحليب أو مرق اللحم، سواء كان حلواً أم مالحاً فهو يُعد جزء أساسي من مائدة إفطار شهر رمضان، وله مكانة خاصة في قلوب المكييّن ولدى كبار السن نظراً لسهولة مضغة. |
| السقدانة              |             | طبق حلوى تقليدية تشتهر به مكة المكرمة والمدينة المنورة، وجدة والطائف على نحو خاص وجزء من مائدة شهر رمضان، يمثل "الساقو" المكون الرئيسي لهذا الطبق وهو عبارة عن حبوب بيضاء مصنوعة من النشا المستخرج من اللب الإسفنجي الموجود داخل سيقان أنواع مختلفة من النخيل الاستوائي ويعني اسم هذه الحلوى "لؤلؤة الساقو" نظراً إلى التشابه القائم بين حباب اللؤلؤ الصغيرة وحبيبات الساقو التي يتضاعف حجمها وتصبح شبة شفافة عند طهيها، تقدم باردة مع رشة هيل مطحون، يمكن استخدام ماء الكادي لطهيها، كما يمكن تزيينها بشرائح المانجو أو حبات التوت. |
| قهوة اللوز            |             | كان يتناولها في الماضي أصحاب الثروة والنفوذ، أما اليوم فينتمي شاربوها إلى مختلف شرائح المجتمع، وهي شراب شتوي ساخن مصنوع من الحليب المحلى المكثف بطحين الأرز بالإضافة إلى الهيل واللوز. تقدم في الاحتفالات مثل حفلات الخطوبة والزواج، تتميز بلونها الأبيض وارتبطت بالتقاليد المعبرة عن الأمل والتفاؤل مثل التهنئة ببداية السنة الهجرية. يفضل استخدام اللوز البلجي المحلي الذي ينتج في مكة المكرمة. |
| بيض الكوكو            |             | سميت قطع الحلوى بهذا الاسم نظراً إلى قرب شكلها من بيض طائر الوقواق أو الكوكو وهي حلوى خاصة بمكة المكرمة والمدينة المنورة وجدة، تحضر من بياض البيض والسكر وتطيب بالهيل، تصنع هذه القطع الصغيرة بوضع المزيج في ورق مخصص للخبز والضغط عليه لإخراج كرات صغيرة تخبز في الفرن حتى تصبح صلبة. يقدم في المناسبات الخاصة مثل الاحتفال باليوم السابع بعد الولادة أو أيام الميلاد، فضلاً عن الأعياد والمناسبات الاجتماعية. |
| مختوم الدجاج          |             | يُشير اسم هذا الطبق مختوم -أي مقفل- إلى طريقة طهي الدجاج ببطء في قدر محكم الإغلاق يشبه طبق المعرّق، يُطهى مع المستكة وقطع الدجاج والخضار ثم يضاف إليه اللبن ومرق الخضار مع الزعفران ويعتمد في تطييبه على الهيل، يقدم مختوم الدجاج في اليوم الثالث من أيام العزاء، وعلى الفطور في عيد الفطر علاوة على كونه وجبة غداء يومية، يصنع المختوم في مكة المكرمة والطائف بلحم كتف الغنم وليس الدجاج، تقدم معه سلطة خاصة تدعى الدقوس ويؤكل بالخبز. |
| البوريك المديني       |             | أحد أشهر الأطباق الجانبية في منطقتي مكة المكرمة والمدينة المنورة، وهو عبارة عن فطيرة محشوة بمزيج من اللحم المفروم والبقدونس ومكونات أخرى، وترسل إلى مخبز الحي لخبزها قبل انتشار الأفران، يختلف عن البوريك المبروم في الشكل حيث يأخذ شكل اللولبي مع حشوة اليقطين بدلاً عن اللحم، وهو طبق رمضاني تقليدي في المدينة المنورة. |
| البف المديني          |             | هو طبق جانبي قديم من أطباق المدينة المنورة لكنه موجود في مكة المكرمة وجدة، وكلمة بُف في الأساس هي النسخة العربية لكلمة "puff" والاسم يشير إلى انتفاخ العجينة حول الحشوة عند قليها. والسر في صنع البف المثالي هو استخدام كمية قليلة من الحشوة، وتتكون عجينة البف من الدقيق، والملح، والسمن أو الزيت، والحليب أو الماء، بالإضافة للخميرة، وتتكون حشوتها من لحم الغنم مع التوابل والبيض المسلوق والبقدونس. تحضر بمد العجينة، ثم وضع الحشوة، ثم طبقة أخرى من العجينة، ثم تقطع إلى قطع مربعة أو مستطيلة، وتقفل الأطراف بالضغط عليها بقوة وتقلى بالزيت. تقدم على المائدة الرمضانية، وفي حفلات الزفاف ويترافق مع القوزي العربي أو المديني أو الأرز الكابلي، مع سلطة الفلفل الحار والطماطم والبقدونس. |
| السمبوسك المضفّر       |             | هو نوع من المعجنات التقليدية الشائعة بصورة خاصة في مكة المكرمة، والمدينة المنورة، وجدة. وقد أطلق عليه هذا الاسم بسبب أطرافه المتلاصقة في طيات أنيقة تشبه الضفائر وتبقي الحشوة في داخلها، كما تعرف بسمبوسك أو سمبوسة أو سمبوسك بيتي. تصنع الحشوة من اللحم المفروم المطيب بالتوابل مع البيض المسلوق وحبوب الصنوبر أو الكاجو المحمص ثم تلف هذه الحشوة في عجينة بشكل نصف دائري مع ضم أطرافها إلى بعضها البعض بإحكام، لمنع تسرب الحشوة إلى الخارج، يمكن أن تحشى بالجبنة البيضاء مثل جبنة الفيتا، يقدم في حفلات الزفاف، ولا يغيب عن مائدة الإفطار في شهر رمضان ويترافق مع شوربة العدس، وشراب السوبيا (شراب الشعير المخمر). |
| الشوربة العلاوية      |             | عُرف هذا الطبق التقليدي في العُلا بمنطقة المدينة المنورة واسمها المحلي “الهريسة". تعد من قمح الصماد ويسميه المحليون "القاسية" نظراً لصعوبة فصل قشرته عن حبوبه. يزرع في العُلا ويتفاخر كل منهم بجودة إنتاجه، ويحصد قبل نضجه فيحتفظ بلونه الأخضر ثم يحمص ويطحن ليستخدم في تحضير الشوربة العلاوية، حيث يطهى اللحم حتى النضج ثم يضاف إليه القمح المجروش مع التوابل. تعد نجمة المائدة في شهر رمضان، وباقي الأشهر تؤكل كوجبة خفيفة في فترة منتصف ما بعد الظهر، ويكثر تناولها من الأمهات الجدد لما تحمله من قيمة غذائية عالية. |
| عيش أبو لحم           |             | طبق تقليدي في مكة المكرمة، عبارة عن فطيرة لحم مفتوحة، وهي مزيج من مكونين أساسين الخبز واللحم، يشبه هذا الطبق ما يعرف بـ "لحم بعجين" ويُصنع من عجينة سميكة مغطاة باللحم المفروم مع الطحينة والكراث المقطع إلى شرائح دقيقة، وبعض العائلات تضيف شرائح الطماطم لتعزيز النكهة، يمكن تناوله في الكثير من المناسبات المميزة فضلاً عن أنه جزء أساسي من المائدة الرمضانية. |
| هريسة الملوخية        |             | طبق تقليدي اشتهر في مكة المكرمة على وجه الخصوص، يُحضر في البيت بواسطة أداة تدعى مخراط لفرم الملوخية، وقديماً كان يستخدم بقايا اللحم من الموائد الكبيرة حيث يهرس ويقلى ثم تضاف أوراق الملوخية الخضراء وتطبخ معاً حتى تذبل، وتقدم في اليوم التالي للموائد الاحتفالية، أما اليوم فيستخدم اللحم المسلوق الطازج. ولا يغيب عن قائمة الأطباق الخاصة بأيام العيد. |
| الحيسة                |             | اشتهرت في مكة المكرمة والمدينة المنورة، يشتق اسمها من فعل حاس أو خَلط بشكل عشوائي دون مقاييس دقيقة، حيث تُحضر بمزج التمر منزوع النوى مع الدقيق والسمن، ويمكن استبدال الدقيق بفتات الخبز. تقدم دائماً مع القهوة على الإفطار خلال شهر رمضان، كما يكثر تناولها في فصل الشتاء لما تمنحه من طاقة ودفء. |
| المعمول               |             | اشتهر المعمول في المدينة المنورة، ومكة المكرمة، وجدة، وارتبط بموسم الحج وعيد الأضحى، حيث كانت ربات المنازل في مكة ووفقاً للتقاليد السائدة يصنعن المعمول مع الغُريبة، وكانت الأسر المشاركة في مراسم الحج تصنع كميات كبيرة من المعمول قبل ليلة اليتيمة، يُصنع المعمول من عجينة الدقيق والحليب والتمر، ويطيّب بخلطة توابل تدعى "إبراز" تحتوي على الشَمر وحبة البركة واليانسون وخميرة الحج والكركم والمحلب (نوى بذور الكرز الأسود) والورد المجفف، ويحشى بتمر الخلاص المطحون والسمسم والهيل، أو المكسرات المطحونة من لوز وفستق وبندق، وتشكل العجيبة التي بحجم راحة اليد بعد الحشو بواسطة أداة معدنية خاصة، وعند التقديم يرش عليه السكر الناعم إلى جانب الغريبة والكعك. |
| الممروس أو الممروسة   |             | نوع من الحلويات التقليدية في المنطقة الشرقية، ولا سيما الأحساء، يعود اسم الطبق إلى طريقة تحضيره حيث يمرس (أي يُهرس) التمر باليد مع السمن أو الدقيق، ويصنع عادة من تمر الخلاص المهروس مع الدقيق المحمص والسمن والتوابل (كالفلفل الأسود، والهيل، وزهور الشمر، والزعفران) ويترافق مع القهوة عند الفطور، كما يتشابه مع طبق الفتيت إلى حد كبير والفرق استبدال التمر بالسكر أو دبس التمر. ويشاع تناولها في فصل الشتاء، كما يقدم في حفلات الزفاف كهدية للحضور في نهايته، ويقدم للعريسين في ليلتهما الأولى. ويتناولنها الأمهات الجدد مع إضافة الحلبة وحب الرشاد ويدعى "خبيصة". |
| الطاوة أو التاوة      |             | سُمي هذا الطبق على اسم المقلاة المستديرة، وهو طبق تقليدي من المنطقة الوسطى، تعجن عجينة الطاوة التي تعتبر قاسية نسبياً مع حبة البركة والكركم المطحون، وتعجن المكونات في المقلاة نفسها بحيث تتخمر لليلة كاملة، ثم تدهن العجينة بالسمن قبل مدها، ثم تقلى أرغفة الخبز في المزيد من السمن، حيث تنتفخ العجينة فور تعرضها للحرارة، وتقدم الطاوة صغيرة الحجم بعد سكب العسل عليها أو دبس التمر، وهي فطور شتوي تقليدي يرافقه الشاي أو الحليب، أما الطاوة كبيرة الحجم تؤكل مع الخضار، وهي حاضرة في المائدة الرمضانية، وفي منطقة سدير يضاف إليها البصل المفروم. |
| القشد                 |             | طبق سريع وسهل التحضير، مؤلف من دقيق القمح والزبدة والتمر، تختلف طرق تحضيره من منطقة إلى أخرى، يتشابه مع طبق يدعى "الشعثة" وهو طبق يعود أصله إلى وادي الدواسر ويستخدم فيه "الإقط" (الجميد) بدلاً من الدقيق، تُعرف هذه النسخة من الطبق باسم "العبيط" وإضافة القشطة عبارة عن إضافة شعبية حديثة غايتها تعزيز القوام والنكهة. القشد طبق شتوي، ويظهر على موائد شهر رمضان، ويقدم مع القهوة في الاحتفالات والمناسبات الخاصة. |
| الفتوت                |             | أيّ المفتفت إلى قطع صغيرة، وهو اسم صائب لهذا الخبز المطيب المصنوع من الفتات الذي اُبتكر في منطقة المدينة المنورة. يشبه خبز الشريك أو السحيرة الحلقي الشكل، غير أنه أكثر سماكة وغير حلقي، يصنع من الحليب أو السمن ومزيج من التوابل. يضم المحلب والشمر واليانسون وحبة البركة وحبوب الكمون. كما تشتمل وصفته التقليدية ليّة الضأن بالإضافة إلى خميرة الحج التي تُباع لدى العطارين، يقدم الفتوت عادة مع التمر واللبن والدقة المديني لكل قاصدي المسجد النبوي خلال شهر رمضان للإفطار، ويؤكل في أيّ وقت. |
| المخامير              |             | نوع من الخبز المسطح وهي عنصر أساسي من التراث الثقافي في المنطقة الوسطى ولا سيما الرياض، يشتق اسم هذا الفعل من الفعل تخمّر إذ يعتمد تحضيرها على تخمير العجينة لليلة كاملة، ثم تخبز في فرن التنور، وبعد النضج يسكب الحليب فوقها تُيترك مغمورة حتى تتشرب كامل الحليب وتصبح طرية، ثم تقدم مع مختلف الإضافات إما البصل المقلي مع الطماطم والتوابل، أو الزبدة وسكر البودرة ودبس التمر، تقدم عادة في حفلات الزفاف أو صباح يوم الزفاف. |
| المشغوثة              |             | طبق اشتهر في منطقة عسير جنوب السعودية على وجه الخصوص، ولا سميا محافظتي تنومة والنماص وهي عبارة عن عصيدة حليب سميكة تُحرك بواسطة عصا خشبية طويلة ذات شعبتين تعرف بـ “المصواط"، تقدم عادة في صحاف (وهو وعاء خاص مصنوع من جذوع الشجر المطلية من الخارج بالقار يحفظ حرارة الطعام ويعزز نكهته) مع سكب السمن والعسل المحلي فوقه. يعود اسمها إلى الفعل "مشغ" أي حرّك الطعام بخفة أو "شغث" في إشارة لطريقة تحريك الدقيق في المقلاة لتحميصه. تشبه المبثوثة في عسير والمثرية بمنطقة الباحة في طريقة تحضيرها، وتُعد بخلط الدقيق جيداً مع كمية وافرة من الحليب حتى يثخن قوامها. ولا تغيب المشغوثة عن الموائد والمناسبات المميزة مثل حفلات الزفاف حيث تقدم بعد صلاة العصر وتسمى عندها قدوم أو قيول أو وصل. |
| المصابيب              |             | عُرفت في منطقة حائل وتسمى بـ " الوفاك" وهي عبارة عن أقراص صغيرة من الخبز شائعة في المناطق الوسطى من السعودية، ولا سيما القصيم، وسُميت كذلك بسبب طريقة تحضيرها حيث يصب الخليط السائل على صينية الخبز المعدنية المسطحة "الصاج"، تتناول كوجبة خفية مالحة أو حلوة بحسب الإضافات عليها. تُسمى في مناطق أخرى كالدرعية وضرما والزلفي وشقراء بـ"المراهيف" حيث يضاف لها حبة البركة والكركم، وتسمى في الجنوب "المسيلة" ولكن أكبر حجماً، وفي مناطق أخرى يطلق عليها "المراصيع" أو "المراقيش". وُتصنع من الدقيق مع مسحوق التخمير والزيت والماء وتترك حتى تتخمر ثم تصب لخبزها. وتكون أكثر رواجاً في فصل الشتاء كوجبة إفطار. |
| الشريك المديني        |             | نوع من أنواع الخبز ذو طعم مميز تشتهر به المدينة المنوّرة عن غيرها من مناطق المملكة، يُخبز على شكل دوائر مرشوشة بالقليل من السمسم تتزين به سُفر الإفطار في المسجد النبوي. |
| السوبيا               |             | مشروب بارد يُشاع تناوله في شهر رمضان عبارة عن شعير مخمّر لست ساعات وتضاف إليه بعض الألوان. |
| القهوة السعودية       |             | تُعد القهوة السعودية من مختلف أنواع البن المحلي وأشهرها البن الخولاني والهرري، كما تتميز كل منطقة بطريقة إعدادها للقهوة، وتختلف الإضافات من هيل وزعفران ونانخة وقرنفل. |

## توثيق وأرشفة تراث الطهي

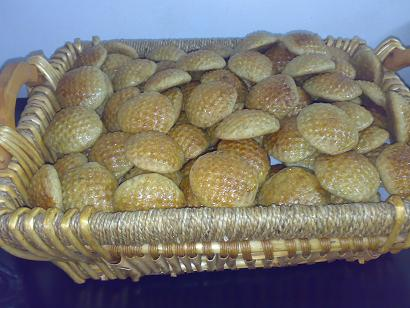
كليجا، ملف تعريف ارتباط الهيل المعروف أيضًا في العراق

لا شك أن توثيق إرث المطبخ السعودي وأكلاته يحفظها من الاندثار، ويعيد إلى الأذهان أمهات الكتب في هذا المجال، مثل كتاب «الطبيخ وإصلاح الأغذية والمأكولات وطيبات الأطعمة المصنوعات مما استخرج من كتب الطب وألفاظ الطهاة وأهل اللب»، أحد أقدم كتب الطبخ العربية، إن لم يكن أقدمها، وقدر وقت كتابته في القرن العاشر الميلادي، عام 940 ميلادي لابن سيار الوراق، ويتضمن 600 وصفة، منها أطباق يفضلها بعض الخلفاء العباسيين كالمهدي والمتوكل والمأمون ابن الخليفة هارون الرشيد.

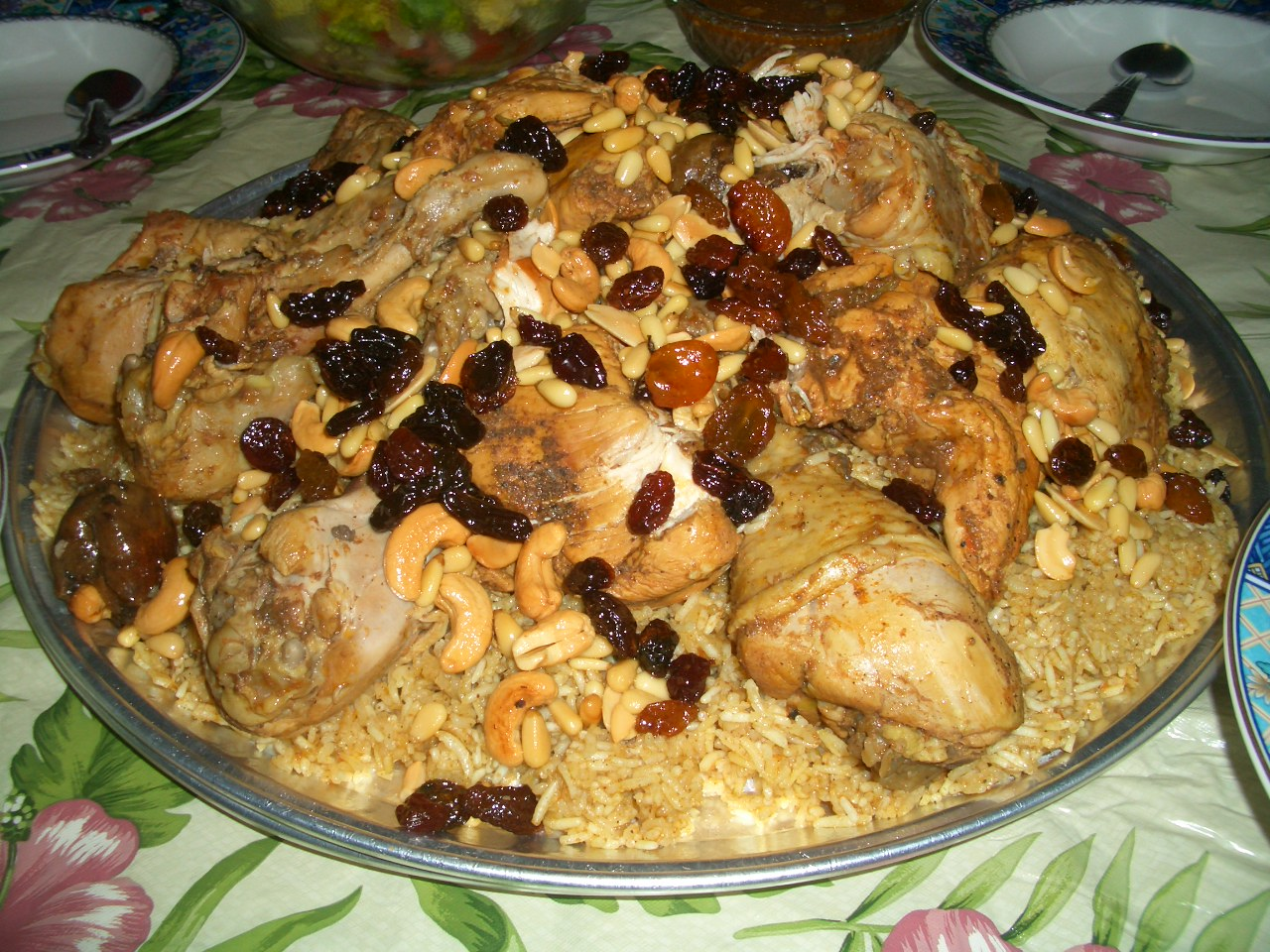
الكبسة

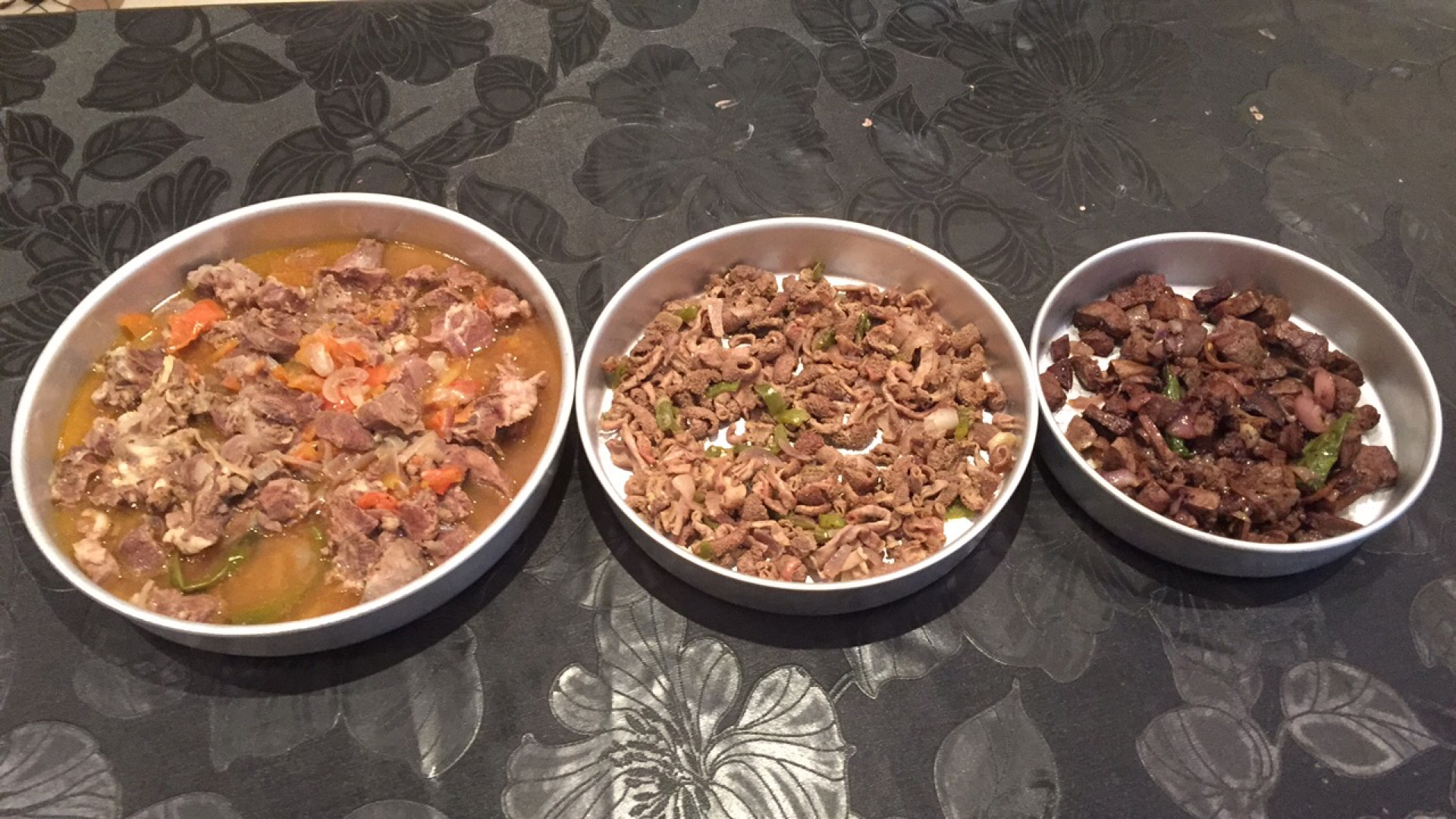
الفطور في أول أيام عيد الأضحى.

إلى جانبه أيضا كتاب «الطبيخ»، المؤلف عام 623 هجري، وهو في الأصل مخطوطة لمحمد بن حسن البغدادي، يحمل وصفات لأكلات كانت تحضر أيام الدولة العباسية.
كما ساهمت هيئة الطهي السعودية اليوم إلى حفظ هذه الوصفات التقليدية من الأهالي المحليين، وقد أصدرت كتاب بعنوان "سُفرة المائدة السعودية".

## مدن مبدعة في الطهي
أدرَجت منظمة الأمم المتحدة للتربية والعلوم والثقافة "اليونسكو" مدينة بريدة في منطقة القصيم بالسعودية إلى شبكة المدن المبدعة في الطهي عام 2022، كما ترشّحت منطقة عسير منطقةَ طهيٍ عالمية في منظمة IGACAT.

## أطباق وطنية
اُختير طبق الجريش طبقًا سعوديًا والمقشوش كحلوى وطنية، ضمن مبادرة تصنيف الأطباق السعودية "روايات الأطباق الوطنية وأطباق المناطق" لهيئة فنون الطهي بداية عام 2023.